# Jon Christensen

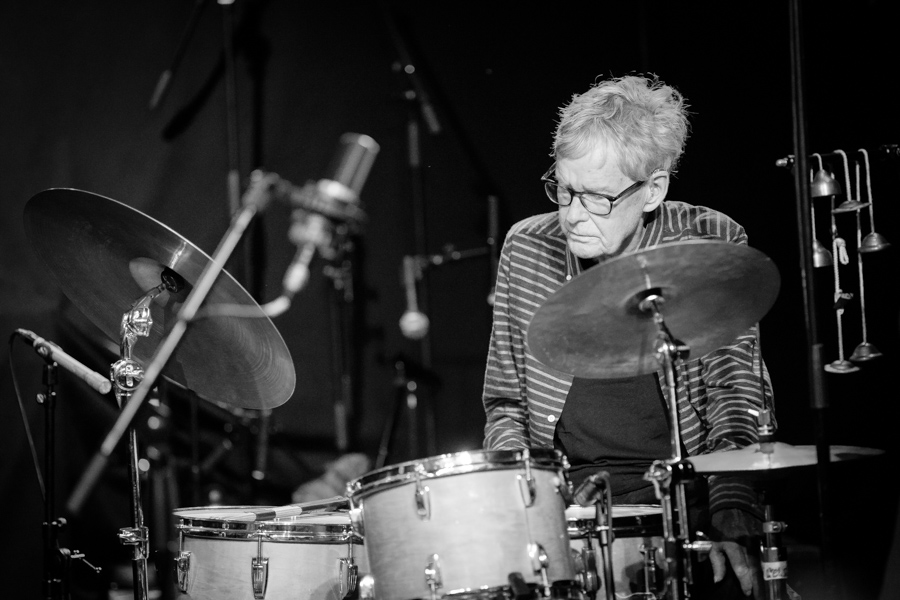
Jon Christensen (2018)

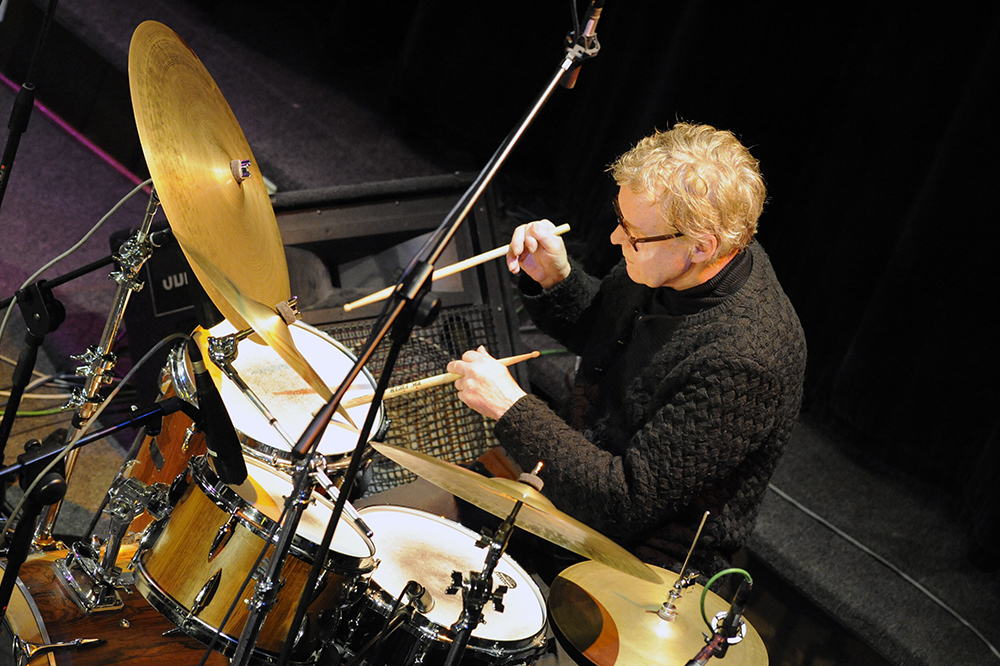
Nor Pol Bridge - Polen (2011)

Jon Christensen (* 20. März 1943 in Oslo; † 18. Februar 2020 ebenda) war ein norwegischer Jazzschlagzeuger, der „einer der ersten und einer der führenden Vertreter des broken swing in Europa“ war.

## Leben und Wirken
Christensen begann mit dem Schlagzeugspiel 1959 als Autodidakt und gewann ein Jahr später einen Preis beim norwegischen Amateurfestival. Anfang 1964 spielte er mit Kenny Dorham in seiner Heimatstadt (wovon es eine Aufnahme gibt) und noch im selben Jahr mit Karin Krog auf dem Festival in Antibes; er trat anschließend regelmäßig mit Jan Garbarek auf. 1967 arbeitete er mit Steve Kuhn und Monica Zetterlund. Über Projekte von George Russell wurde er international wahrgenommen (u. a. Auftritt 1970 auf dem Berliner Jazzfestival). Anfang der 1970er wurde er auch in Mitteleuropa  einem breiteren Kreis durch seine Mitwirkung in den Gruppen von Garbarek und Terje Rypdal, ab 1974 dann auch mit dem europäischen Quartett von Keith Jarrett, mit Jan Garbarek und Palle Danielsson, bekannt.
Christensen fungierte eine Zeit lang als eine Art Hausschlagzeuger für das Label ECM und ist so auf Einspielungen mit Eberhard Weber, Ralph Towner (Solstice, 1974), Barre Phillips, Enrico Rava, John Abercrombie,  Michael Mantler, Miroslav Vitouš, Rainer Brüninghaus, Charles Lloyd, Keith Jarrett, Ketil Bjørnstad, Jan Garbarek, Dino Saluzzi und Tomasz Stańko zu hören. 1977 gründete er erstmals eine eigene Gruppe. Er arbeitete auch mit Sidsel Endresen und trat regelmäßig mit dem Trio von Bobo Stenson und mit Terje Rypdal auf. Im Bereich des Jazz war er laut Tom Lord zwischen 1960 und 2019 an 171 Aufnahmesessions beteiligt, zuletzt mit der Pianistin Yelena Eckemoff (Nocturnal Animals).
Christensen war mit der Schauspielerin und ehemaligen norwegischen Kulturministerin Ellen Horn verheiratet. Jon Christensen starb am 18. Februar 2020 im Alter von 76 Jahren, wenige Tage nach dem Tod von Lyle Mays. Das Label ECM verlor damit einen seiner „Hausmusiker“, die seinen Sound in den 1970er-Jahren maßgeblich geprägt hatten. Sein Instrument (Marke Gretsch), mit dem er in den 1970er gespielt und aufgenommen hat, schenkt er dem deutschen Schlagzeuger Patrick Manzecchi im Jahre 1998.

## Preise und Auszeichnungen
Bereits 1967 wurde er mit dem Buddyprisen des norwegischen Jazzforums geehrt. Für sein mit Knut Riisnas eingespieltes Album „Featuring John Scofield and Palle Danielsson“ erhielt er 1992 den norwegischen Schallplattenpreis. Von der Vereinigung norwegischer Jazzmusiker wurde er 1993 zum „Jazzmusiker des Jahres“ erklärt.

## Diskografie (Auswahl)

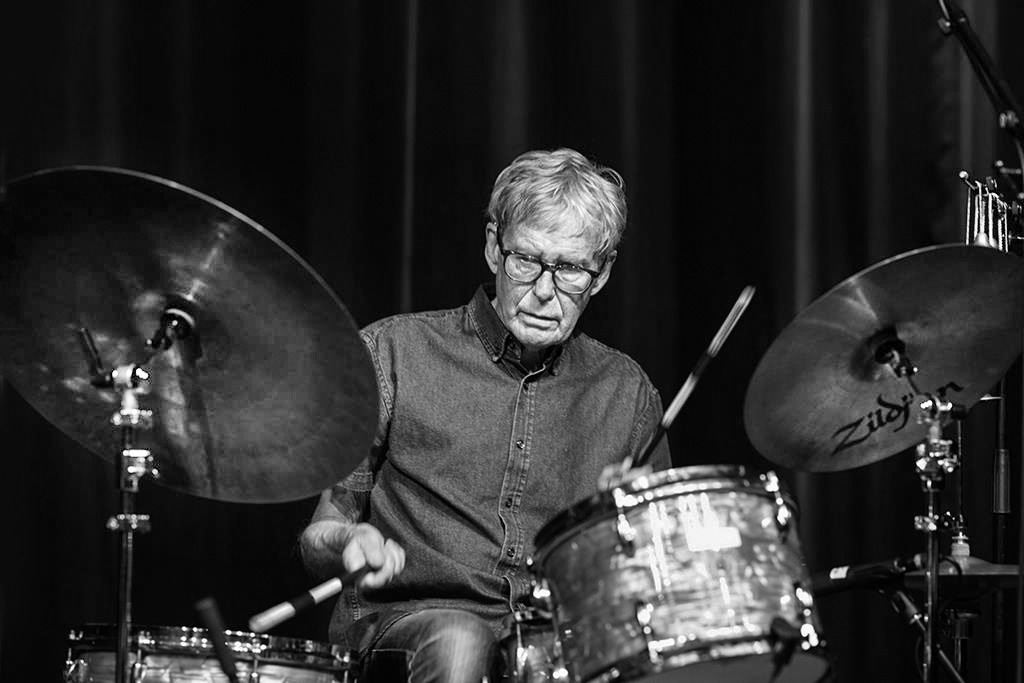
Jon Christensen (2018)

### Als Leader
- 1976: No Time for Time (Pan)

### Als Sideman
Mit George Russell
- 1967: The Essence of George Russell (Soul Note)
- 1969: Electronic Sonata for Souls Loved by Nature (Flying Dutchman)
- 1970: Trip to Prillarguri (Soul Note)
- 1971: Listen to the Silence (Soul Note)

Mit Lee Konitz, Pony Poindexter, Phil Woods und Leo Wright
- 1968: Alto Summit (MPS)

Mit Steve Kuhn
- 1968: Watch What Happens! (MPS)

Mit Jan Garbarek
- 1969: Esoteric Circle (Flying Dutchman)
- 1970: Afric Pepperbird (ECM)
- 1971: Sart (ECM)
- 1973: Witchi-Tai-To (ECM)
- 1975: Dansere (ECM)
- 1975: Ingentings Bjeller (Polydor)
- 1978: Photo with Blue Sky, White Cloud, Wires, Windows and a Red Roof (ECM)
- 1980: Paths, Prints (ECM)

Mit Bobo Stenson
- 1971: Underwear (ECM)
- 1993: Reflections (ECM)
- 1997: War Orphans (ECM)
- 1999: Serenity (ECM)

Mit Terje Rypdal
- 1971: Terje Rypdal (ECM)
- 1973: What Comes After (ECM)
- 1974: Whenever I Seem to Be Far Away (ECM)
- 1995: Skywards (ECM)
- 2003: Vossabrygg (ECM)

Mit Ketil Bjørnstad
- 1973: Åpning (Philips)
- 1990: The Shadow (Kirkelig Kulturverksted)
- 1993: Water Stories (ECM)
- 1994: The Sea (ECM)
- 1996: The Sea II (ECM)
- 2009: Remembrance (ECM)

Mit Keith Jarrett
- 1974: Belonging (ECM)
- 1977: My Song (ECM)
- 1979: Personal Mountains (ECM)
- 1979: Nude Ants (ECM)
- 1979: Sleeper (ECM)

Mit Ralph Towner
- 1974: Solstice (ECM)
- 1977: Solstice/Sound and Shadows (ECM)
- 1995: Lost and Found (ECM)

Mit Karin Krog, Steve Kuhn und Steve Swallow
- 1975: We Could Be Flying (Polydor, 1975)

Mit Eberhard Weber
- 1975: Yellow Fields (ECM, 1975)

Mit Enrico Rava
- 1975: The Pilgrim and the Stars (ECM, 1975)
- 1976: The Plot (ECM, 1976)

Mit Radka Toneff Quintet
- 1977: Winter Poem (Zarepta)

Mit Terje Rypdal und Palle Mikkelborg
- 1977: Waves (ECM)
- 1979: Descendre (ECM)

Mit Masqualero (Arild Andersen)
- 1983: Masqualero (Odin)
- 1986: Bande a Part (ECM)
- 1988: Aero (ECM)
- 1989: Re-Enter (ECM)

Mit Blow Out
- 1977: Blow Out (Compendium)

Mit Miroslav Vitous
- 1979: First Meeting (ECM)
- 1980: Miroslav Vitous Group (ECM)
- 1982: Journey's End (ECM)

Mit Rainer Brüninghaus
- 1980: Freigeweht (ECM)

Mit Mike Nock
- 1981: Ondas (ECM)

Mit John Clark, David Friedman und David Darling
- 1981: Faces (ECM)

Mit Harry Pepl und Herbert Joos
- 1988: Cracked Mirrors (ECM)

Mit Lillebjørn Nilsen, Arild Andersen, Eivind Aarset und Jan Erik Kongshaug
- 1988: Sanger (Grappa)

Mit John Abercrombie
- 1989: Animato (ECM)

Mit Charles Lloyd
- 1989: Fish Out of Water (ECM)

Mit L. Shankar
- 1989: M.R.C.S. (ECM)

Mit Sidsel Endresen
- 1990: So I Write (ECM)

Mit Knut Riisnæs
- 1992: Knut Riisnæs - Jon Christensen Featuring John Scofield - Palle Danielsson (Odin)

Mit Anouar Brahem
- 1994: Khomsa (ECM)

Mit Misha Alperin
- 1996: North Story (ECM)

Mit Lars Danielsson, David Liebman und Bobo Stenson
- 1997: Live at Visiones (Dragon)

Mit Tomasz Stańko
- 1997: Litania: Music of Krzysztof Komeda (ECM)
- 1998: From the Green Hill (ECM)

Mit Dino Saluzzi
- 2002: Senderos (ECM)

Mit Jacob Young
- Evening Falls (ECM, 2004)
- Sideways (ECM, 2008)

Mit Carsten Dahl und Arild Andersen
- 2006: Short Fairytales (EmArcy)
- 2012: Space Is the Place (Storyville)

Mit Carl Petter Opsahl und Tord Gustavsen
- 2008: Love, the Blues (Park Grammofon)

Mit Ingebrigt Håker Flaten und Håkon Kornstad
- 2011: Mitt Hjerte Altid Vanker – I Live at Oslo Jazzfestival (Compunctio)
- 2011: Mitt Hjerte Altid Vanker – II Live at Uppsala Sacred Music Festival (Compunctio)

Mit Yelena Eckemoff
- 2015: Everblue (L&H Production)
- 2020: Nocturnal Animals (L&H Production)